# Кобыльня (Шолданештский район)
Кобыльня, Кобыля (рум. Cobîlea) — село в Шолданештском районе Молдавии. Относится к сёлам, не образующим коммуну.

## География
Село расположено на высоте 205 метров над уровнем моря.

## Население
По данным переписи населения 2004 года, в селе Кобыля проживает 2986 человек (1411 мужчина, 1575 женщин).
Этнический состав села:
| Национальность | Число жителей | Процентный состав |
| -------------- | ------------- | ----------------- |
| молдаване      | 2938          | 98.39             |
| украинцы       | 25            | 0.84              |
| русские        | 10            | 0.33              |
| румыны         | 9             | 0.3               |
| гагаузы        | 1             | 0.03              |
| болгары        | 1             | 0.03              |
| прочие         | 2             | 0.07              |
| Всего          | 2986          | 100%              |

## Инфраструктура

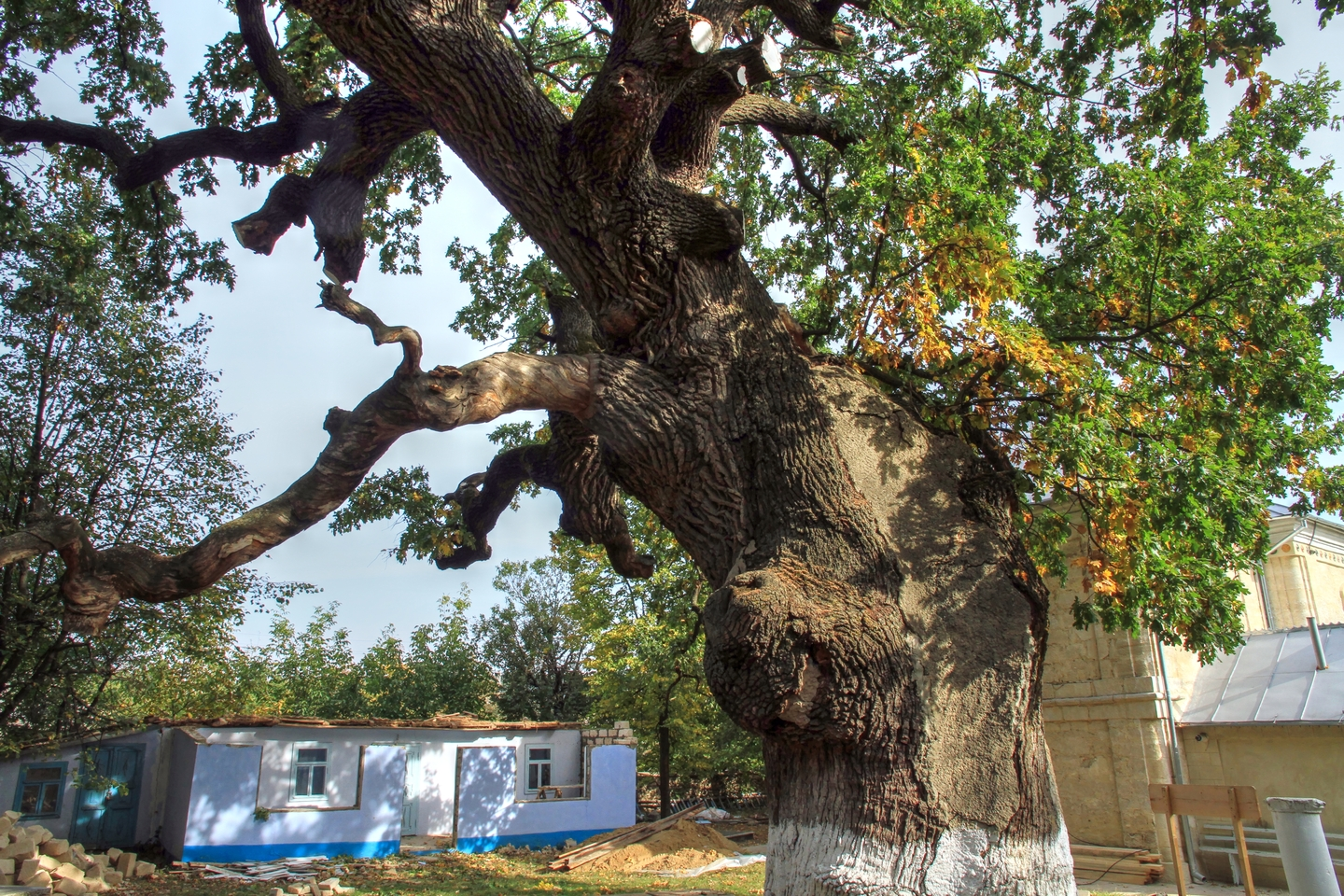
700 летний дуб в пос. Кобыля

В селе имеются две церкви, одна школа, три библиотеки, дом культуры, детский сад, больница.
В селе растёт легендарный дуб Стефана Великого 47°52′04″ с. ш. 28°39′37″ в. д..

## Уроженцы
- Камков, Борис Давидович (1885—1938) — российский социалист, один из создателей партии левых эсеров.
- Чиботару, Архип Иванович (1935—2010) — молдавский и советский прозаик, поэт, драматург.
- Аргату Стелла - современная молдавская и российская певица, лауреат многих международных конкурсов